# Pečeť Michiganu

Pečeť státu Michigan

Pečeť Michiganu, jednoho z federálních států USA, je tvořena světle modrým kruhový polem, v jehož středu je modrý štít s nápisem „TUEBOR“ (česky Budu obhajovat) v hlavě štítu a zobrazující muže se zbraní v ruce, stojícího na zeleném břehu jezera při východu slunce. Štítonošem tohoto znaku je, heraldicky vpravo, jelen wapiti a vlevo los evropský. Nad štítem je, heraldicky vpravo hledící, orel bělohlavý, který v pařátech drží svazek šípů a olivovou ratolest. Nad ním je červená stuha s bíle napsaným heslem v latině „E PLURIBUS UNUM“ (česky Z mnohých jeden). Pod štítem je bílá stuha opět s latinským heslem „SI QUAERIS PENINSULAM AMOENAM CIRCUMSPICE“ (česky Pokud hledáte příjemný poloostrov, dívejte se kolem sebe). Modrý kruh přechází, ve směru od středu ven, do červeného mezikruží s černým nápisem „THE GREAT SEAL OF THE STATE OF MICHIGAN“ (česky Velká pečeť státu Michigan) v horní a „A.D. MDCCCXXXV“ (česky 1835 našeho letopočtu) v dolní části mezikruží.
Muž na pečeti symbolizuje stranu a míru a schopnost hájit svá práva. Štítonoši, jelen wapiti a los, jsou typickým symbolem Michiganu. Orel se šípy a ratolestí a motto na stuze nad ním symbolizují Spojené státy (jsou převzaty z lícové strany velké státní pečeti, tedy státního znaku Spojených států amerických).

## Historie
Pečeť byla přijata 2. června 1835 a vytvořil ji sám druhý guvernér tohoto státu – Lewis Cass. Pečeť je rovněž součástí Michiganské vlajky. Znak (modrý štít uprostřed) může být, na rozdíl od pečeti, vytištěn na dokumenty bez designu nebo slov.

## Další michiganské pečetě

Pečeť guvernéra
Pečeť státního tajemníka
Pečeť generálního prokurátora
Pečeť ministerstva financí